# 刑事法
刑事法（けいじほう）とは、犯罪と刑罰に関する法規範の総称または法分。

## 刑事法の分類
実定法としての刑事法は、以下の3つの分野に分類できる。
- 刑事実体法 - 具体的に犯罪の要件や刑罰を定めた法律。刑法のほか、爆発物取締罰則、暴力行為等処罰ニ関スル法律などの特別刑法、各種法律の罰則規定。
- 刑事手続法 - 国家の刑罰権行使に関する手続きを定めた法律。刑事訴訟法、裁判員の参加する刑事裁判に関する法律など。
- 行刑法 - 裁判で確定した刑罰の執行に関する法律。刑事収容施設及び被収容者等の処遇に関する法律、更生保護法など。